# 阿部保
阿部保（あべ たもつ、1910年5月30日 - 2007年1月10日）は、日本の詩人、美学者、英文学者である。北海道大学の名誉教授を務めた。

## 経歴
阿部保は山形県に生まれた。成蹊高等学校を経て、1933年に東京帝国大学文学部美学美術史学科を卒業した。その後、聖橋高等工学校講師、日本大学講師、成蹊高等学校教授、大倉経済専門学校教授、東京経済大学教授を歴任し、1951年に北海道大学文学部教授に就任、1974年に定年退官した。退官後は東京経済大学非常勤講師を務めた。

## 研究と詩作
専門は美学である。旧制高校在学中より自ら詩作を行い、第3次『椎の木』同人として百田宗治に師事した。また、エドガー・アラン・ポー、ウィリアム・ブレイクなど英語詩人の研究、翻訳も行った。しかし、研究書『エリオット詩論の研究』は、ジェイコブ・アイザックスの論を換骨奪胎したものだと批評された。以後、研究書は上梓せず、詩集のみを発表した

## 著書
- 紫夫人 詩集 河出書房, 1953
- 冬薔薇 詩集 川崎書店新社, 1955
- 蝶 詩集 公論社, 1958
- T・S・エリオット詩論の研究 理想社, 1967
- ギリシヤ 詩集 昭森社, 1969
- 薔薇一輪 詩集 昭森社, 1978
- 流氷 詩集 弥生書房, 1980
- 夢の画廊で 詩集 弥生書房, 1985
- 雪の露台 詩集 弥生書房, 1991
- 花の麻酔 詩集 弥生書房, 1995
- 白萩の記 彌生書房, 1998

## 翻訳
- サロジニ・ナイヅー詩集 高田書院, 1944
- 詩学 アリストテレス 碓氷書房, 1949
- ポオ詩集 新潮文庫, 1956
- ポオ詩集 弥生書房, 1967
- 詩の原理 エドガア・アラン・ポオ 弥生書房, 1988

## その他
1990年頃より、北海道銀行の封筒・ティッシュペーパー等のノベルティに、阿部保の作品「光の賛歌」が掲載されている。